# Giulia Boverio
Giulia Caterina Boverio (10 de diciembre de 1990) es una actriz italiana que trabaja para Disney Channel Italia. También ha participado en los Disney Channel Games y fue parte del equipo verde.
Actualmente protagoniza en Disney Channel Italia Quelli dell'Intervallo como Valentina. Quelli dell'intervallo: in vacanza, grabado en Syracuse y retransmitido en 2008, Quelli dell'intervallo Cafè ha sido retransmitido desde 2010 a 2011, junto con la serie Quelli dell'intervallo Cafè- Casa Pierpiero. Ella también ha aparecido en un episodio de Fiore & Tinelli comoValentina.
Actualmente vive en Pavía, Italia